# Новиковская
Новиковская, в верхнем течении Левая Новиковская — река на Камчатке. Протекает по территории Усть-Камчатского района Камчатского края России.
Длина реки — 34 км.
Берёт исток в отрогах хребта Кумроч. На высоте 27,5 м над уровнем моря принимает наибольший приток — реку Правая Новиковская. Впадает в реку Радуга справа на расстоянии 18 км от её устья.

## Данные водного реестра
По данным государственного водного реестра России относится к Анадыро-Колымскому бассейновому округу.
Код водного объекта — 19070000112220000018231.